# Massacre à la tronçonneuse : La Nouvelle Génération
Pour les articles homonymes, voir Massacre à la tronçonneuse.
Série Massacre à la tronçonneuse
Leatherface : Massacre à la tronçonneuse 3
(1990) Massacre à la tronçonneuse
(2003)
Pour plus de détails, voir Fiche technique et Distribution.
Massacre à la tronçonneuse : La Nouvelle Génération (Texas Chainsaw Massacre: The Next Generation) est un film d'horreur américain réalisé par Kim Henkel et sorti en 1995. C'est le quatrième volet de la série des films Massacre à la tronçonneuse créée par Tobe Hooper et Kim Henkel.

## Synopsis
Un groupe de jeunes adolescents revenant de leur soirée de promotion de fin d'étude se retrouvent perdus en plein Texas à la suite d'un accident de voiture dans les bois, dont le conducteur de la seconde voiture se fait tuer. Ils partent chercher de l'aide mais attirent bien vite la convoitise de la famille cannibale Sawyer et c'est ainsi que leurs nuit de bal va se transformer en véritable cauchemar.

## Fiche technique
- Titre français et québécois : Massacre à la tronçonneuse : La Nouvelle Génération
- Titre original : Texas Chainsaw Massacre : The Next Generation
- Titre de production : The Return of the Texas Chainsaw Massacre
- Réalisation : Kim Henkel
- Scénario : Kim Henkel, d'après les personnages créés par lui-même et Tobe Hooper
- Musique : Wayne Bell
- Producteur : Kim Henkel
- Sociétés de distribution : New Line Cinema (États-Unis), Columbia Tristar (France)
- Format : Couleurs
- Durée : 87 minutes, 94 minutes (version director's cut)
- Dates de sortie :
  - États-Unis : 12 mars 1995 (sortie limitée) ; 29 août 1997 (ressortie)
  - France : 1998 (En VHS)
- Interdit aux moins de 16 ans lors de sa sortie en France

## Distribution
- Renée Zellweger (VF : Véronique Desmadryl) : Jenny
- Matthew McConaughey : Vilmer
- Robert Jacks : Leatherface
- Tonie Perensky (VF : Brigitte Aubry) : Darla
- Joe Stevens : W. E.
- Lisa Marie Newmyer (VF : Sybille Tureau) : Heather
- John Harrison : Sean
- Tyler Cone (VF : Yann Pichon) : Barry
- Loren Guerra (VF : Thierry Ragueneau) : l'employé de la pizzeria
- Marilyn Burns : Sally Hardesty (non créditée)

## Commentaires
- Le film est réalisé par Kim Henkel, le scénariste et producteur des deux premiers films. Il est associé avec Tobe Hooper à tous les projets concernant les films autour du film original.
- Marilyn Burns fait une apparition à la fin du film toujours dans le rôle de Sally Hardesty en tant que patiente dans un hôpital or dans le film précédent, il est dit que Sally était morte en 1977.
- On peut également apercevoir deux autres acteurs du 1er film qui sont Paul A. Partain qui jouait Franklin Hardesty et John Dugan qui jouait le grand-père.
- Robert Jacks incarne Leatherface après Gunnar Hansen, Bill Johnson , R. A. Mihailoff et Kane Hodder (cascade du 3e volet).